# Teleexpress Extra
Teleexpress Extra – polski program informacyjny – nadawany od 2 marca 2014 program informacyjny, stanowiący uzupełnienie głównego wydania Teleexpressu w TVP1. Emitowany codziennie w TVP Info o 17:15. 
W okresie od 20 grudnia 2023 do 14 stycznia 2024 program tymczasowo nie był emitowany. Na antenę TVP Info powrócił 15 stycznia 2024 roku o stałej porze.

## Formuła programu
Program jest kontynuacją Teleexpressu w TVP1. Są w nim rozwijane najważniejsze tematy zawarte w Teleexpressie oraz pokazywane nowe, krótkie reportaże. W połowie wydania prezentowana jest prognoza pogody dla miejscowości o ciekawych i niecodziennych nazwach związanych z poprzednim materiałem. Ostatnie dwie minuty programu poświęcone są hitowi muzycznemu, o którym opowiada Mateusz Jędraś (od 2024) (dawniej Marek Sierocki; w latach 2014–2023) w swoim felietonie. Program obecnie trwa 17 minut. Dawniej był o 2 minuty krótszy.

## Emisja
- Program emitowany jest w stacji TVP Info od 2 marca 2014.
- Program można obejrzeć codziennie o 17:15
- W TVP Info emitowane są także powtórki programu - Od poniedziałku do piątku o 23:45, w sobotę o 0:00, a w niedzielę o 23:55
- Każde wydanie Teleexpressu Extra jest udostępniane na portalu TVP.Info.

## Prowadzący

### Obecnie
- Maciej Orłoś (od marca 2014 do sierpnia 2016[2] oraz od stycznia 2024)
- Aleksandra Kostrzewska (od stycznia 2024)
- Bartosz Cebeńko (od lutego 2024)

### Dawniej
- Katarzyna Trzaskalska (od maja 2016[3] do lipca 2016[4])
- Danuta Dobrzyńska (od marca 2014 do marca 2016[5])
- Agata Biały-Cholewińska (od kwietnia 2017[6] do listopada 2017)
- Michał Cholewiński (od września 2016[7] do lutego 2019)
- Beata Chmielowska-Olech (od marca 2014 do grudnia 2023)
- Marta Piasecka (od lipca 2016[8] do października 2016, od stycznia 2018[9] do kwietnia 2018 oraz od sierpnia 2023[10] do grudnia 2023)
- Rafał Patyra (od listopada 2016[11] do grudnia 2023)
- Krzysztof Ziemiec (od lutego 2019 do grudnia 2023)[12]